# 大平安三
大平 安三（おおひら やすぞう、1849年9月または10月（嘉永2年8月）- 1915年）は、日本の地方政治家。東京都八王子市の前身に当たる東京府（1893年3月までは神奈川県）八王子町長を務めた。

## 来歴
1893年に刊行された『三多摩人物評』によると、嘉永2年（1849年）8月に八王子八日町の旧家に生まれ、通称を新造と称した。漢学のほか、井上頼圀に国学を学んだとされる。慶応の時期には農兵の小隊を率いたという。華道や茶道、狂歌に通じ、一時期は家督を嗣子に譲っていたが、1877年に小区の総代に任命された。1884年に町会議員となる。
1891年12月26日、平林定兵衛の後を継いで第2代町長になる。
在任中の1893年4月に、八王子町が所属していた南多摩郡を含む三多摩地域は神奈川県から東京府に移管された。同年8月に「新万火事」（約700戸焼失）、4年後の1897年4月に八王子大火（3341戸焼失、焼死者42人）と、在任中に2度大規模火災に見舞われている。1900年4月に退任した。
1915年に死去。